# Sten Sture
Sten Sture, o Velho (Sten Sture den äldre ou Sten Gustavsson Sture em sueco), nascido em 1440 e falecido em 1503, foi regente da Suécia (riksföreståndare), durante a União de Kalmar, em dois períodos: o primeiro em 1470-1497 e o segundo em 1501-1503.

Pertencia à família nobre dos Tre Sjöblad. A partir de 1466, foi conselheiro real (riksråd) do rei Carlos VIII (Karl Knutsson). Após a morte do monarca em 1470, Sten Sture assumiu o cargo de regente do reino (riksföreståndare), onde permaneceu de 1470 até 1497. Em 1471, à frente de um exército composto por camponeses, mineiros e burgueses, derrotou o rei Cristiano I da Dinamarca na batalha de Brunkeberg. Todavia, a oposição liderada pelo clero, chamou o rei João da Dinamarca (Hans), que venceu Sten Sture na batalha de Rotebro, tendo este então resignado em 1497 ao cargo que ocupava. Poucos anos mais tarde, em 1501, a nobreza sueca destituiu o rei João da Dinamarca, e nomeou Sten Sture de novo para regente do reino. Ocupou mais uma vez o cargo, até ao seu falecimento em 1503. Está sepultado na Catedral de Strängnäs. Foi sucedido por outro regente do reino - Svante Nilsson da família Natt och Dag.

Durante a regência de Sten Sture, foi fundada a Universidade de Uppsala em 1477, e chamado à Suécia o primeiro impressor de livros em 1480.